# Heinrich Rübartsch
Heinrich Rübartsch (ur. 1852 w Niwie, zm. 29 marca 1930 w Zieleńcu) – piwowar, oberżysta, prekursor turystyki i narciarstwa w rejonie Zieleńca i Orlicy, zwany Liczyrzepą z Orlicy.
Był potomkiem czeskiej rodziny uchodźców z południowego regionu Czech, Pravoslawa i Radomily Rybařów, którzy nie chcąc wyrzec się wyznawanej od pokoleń wiary protestanckiej musieli opuścić rodzinne Strakonice i osiedlili się we wsi Niwa, leżącej między Polanicą a Wambierzycami.
Heinrich urodził się w Niwie w 1852 r. pod nazwiskiem Rübartsch, gdyż rodzice zmienili brzmienie nazwiska z czeskiego na niemieckie. Po zdobyciu zawodu piwowara udał się na wędrówkę po Niemczech, aby doskonalić się w wyuczonym fachu. W Saksonii pod koniec wędrówki odbył służbę wojskową. W latach 70. XIX wieku, po śmierci starszego brata Józefa, po którym przejął gospodę, osiedlił się w Zieleńcu i stał się oberżystą. W 1882 r. wybudował na szczycie Orlicy 16-metrową drewnianą wieżę widokową, obok której postawił małą gospodę Gasthaus zur Hohen Mense, rozbudowaną dwa lata później. Od tego czasu przeniósł się na Orlicę, a gospodę w Zieleńcu pozostawił swojej rodzinie. Na początku XX wieku na Orlicy wybudował nowe, duże schronisko górskie Hohe Mense-Baude, które prowadził aż do śmierci. Był propagatorem czynnego wypoczynku oraz prekursorem turystyki i narciarstwa w rejonie Orlicy i Zieleńca. Już pod koniec XIX w. jeździł na nartach, które otrzymał od księcia Colloredo-Mansfelda z Opočna. Jazdę na bukowych deskach, długich wówczas na 240 cm, z rzemiennymi wiązaniami i tylko jednym kijkiem, opanował po mistrzowsku.
Heinrich Rübartsch zmarł po trzydniowej chorobie 29 marca 1930 r. w wieku 78 lat. Całym swoim życiem zapracował na sławę po obu stronach granicy. Był postacią niezwykle popularną i malowniczą, znaną w środkowych i wschodnich Niemczech. Ze względu na swój wygląd nazywano go Liczyrzepą (niem. Rübezahl) z Orlicy lub kłodzkim Liczyrzepą, a najczęściej nazywano go ojcem Rübartschem.
W Zieleńcu znajduje się kamień z tablicą pamiątkową poświęconą Heinrichowi Rübartschowi, wystawiony z inicjatywy Ryszarda Grzelakowskiego i Towarzystwa Miłośników Dusznik Zdroju oraz Leszka Majewskiego przez miasto Duszniki-Zdrój i GOPR.